# Карнавал де Пари
Карнавал де Пари (Carnaval de Paris) — всемирно известная музыкальная композиция английской группы электронной музыки «Dario G». Композиция была написана для 16-го Чемпионата мира по футболу во Франции 1998 года.

## Происхождение
Истоки этой композиции берут свое начало в футболе. Летом 1996 года английский футбольный клуб «Шеффилд Уэнсдей» проводил предсезонную подготовку в Нидерландах. Там сопровождавшим свой любимый клуб болельщикам понравилась распевка фанов голландского клуба «Утрехт». Эта распевка, в свою очередь, уходила корнями к американской балладе «Oh My Darling, Clementine».
С началом сезона футбольного сезона 1996—1997 гг. в Премьер-лиге болельщики «Шеффилд Уэнсдей» адаптировали распевку утрехтских фанов для себя и впервые исполнили её на домашнем матче своего клуба с «Ноттингем Форестом» 18 ноября 1996 года. Мелодию исполняла клубная музыкальная группа.

## Популярность
Впоследствии, английская группа электронной музыки «Dario G» сделала свою аранжировку этой распевки и выпустила сингл. Именно этот вариант понравился организаторам чемпионата мира по футболу во Франции, став официальным музыкальным талисманом ЧМ-1998.
Летом и осенью 1998 года «Карнавал де Пари» постоянно занимал самые высокие места в музыкальных рейтингах Европы.
Зажигательная мелодия распространилась по всему миру. Болельщики сборной США по футболу исполнили эту мелодию в первом матче после терактов 11 сентября 2001 года в отборочном матче ЧМ-2002 против сборной Ямайки. Своим считают эту композицию болельщики клубов «Портсмут», «Лестер Сити», «Чикаго Файр», «Бохум», «Веллингтон Феникс», «Сидней FC». «Карнавал де Пари» исполняется не только на футбольных, но и ещё на регбийных матчах различных клубов и сборных.
До сего дня композиция «Карнавал де Пари» остается самым популярным и узнаваемым среди всех музыкальных талисманов чемпионатов мира по футболу.